# Chromis enchrysurus
Chromis enchrysurus là một loài cá biển thuộc chi Chromis trong họ Cá thia. Loài này được mô tả lần đầu tiên vào năm 1882.

## Từ nguyên
Từ định danh enchrysurus được ghép bởi ba âm tiết trong tiếng Hy Lạp cổ đại: tiền tố en (ἐν; "bao quanh bởi"), khrūsós (χρῡσός; "vàng kim") và ourā́ (οὐρά; "đuôi"), hàm ý đề cập đến màu vàng tươi trên vây đuôi của loài cá này.

## Phạm vi phân bố và môi trường sống
Vào năm 1982, C. enchrysurus được mô tả lại do xuất hiện một biến dị kiểu hình (đuôi trắng thay vì vàng như thường thấy). Tuy nhiên, biến dị này đã được công nhận là một loài mới vào năm 2020, là Chromis vanbebberae, đựa trên kết quả phân tích phân tử của sắc tố tế bào b và phức hợp IV (cytochrome c oxidase).
Theo đó, từ bang North Carolina, C. enchrysurus được phân bố trải dài về phía nam, dọc theo bờ biển đông nam Hoa Kỳ (bao gồm bang Florida) đến bán đảo Yucatán trong vịnh México và phía tây Cuba. Những ghi nhận trước đây của C. enchrysurus tại Bahamas, Bermuda và biển Caribe dọc theo bờ biển Nam Mỹ đến Brasil (bao gồm các hòn đảo xa bờ) được xác định là C. vanbebberae; tuy nhiên, phạm vi của C. vanbebberae cũng chồng lấn một phần với C. enchrysurus tại Florida Keys.
C. enchrysurus được thu thập ở độ sâu khoảng 5–97 m. Độ sâu 146 m được ghi nhận ở Puerto Rico trước đây là của C. vanbebberae chứ không phải là C. enchrysurus.

## Mô tả

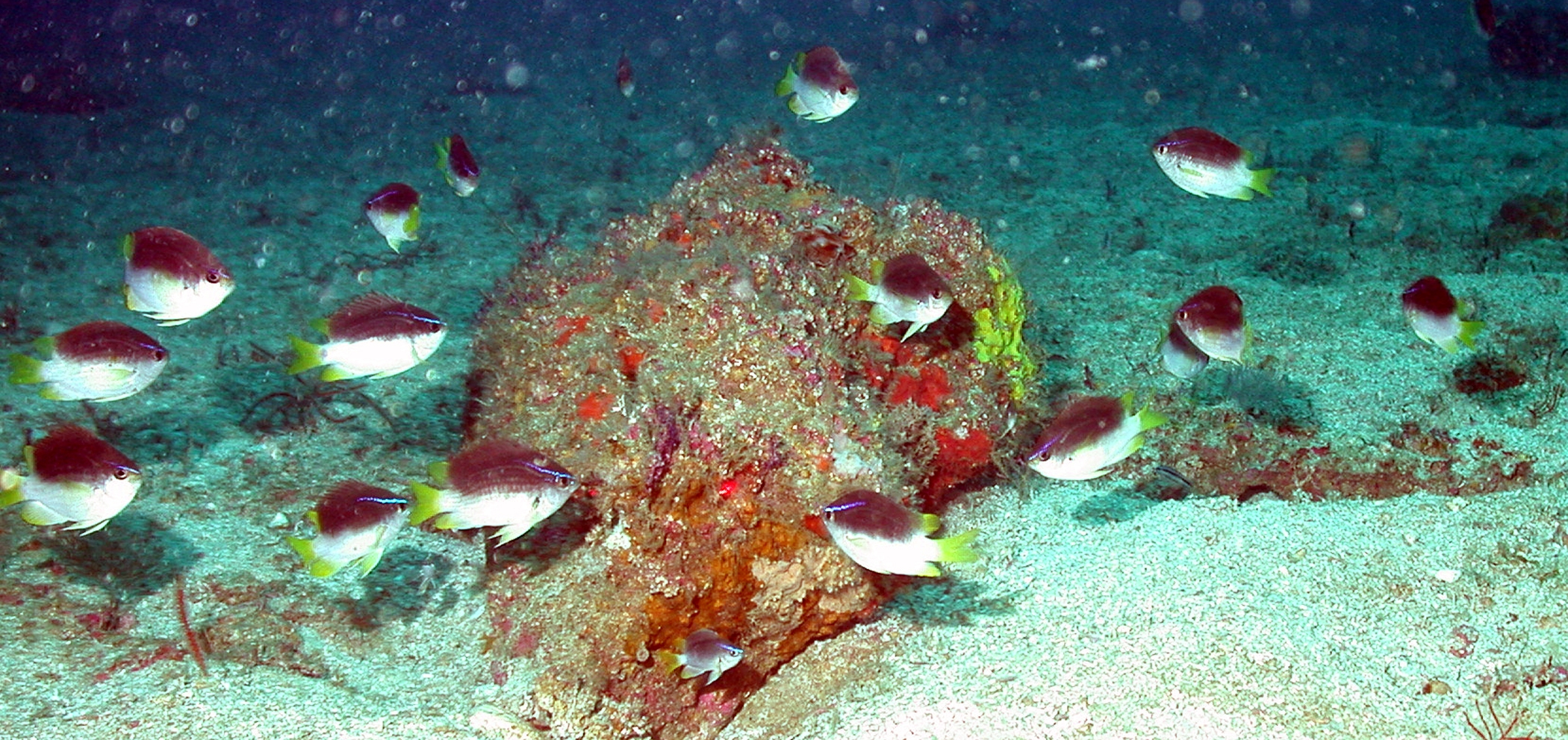
Một đàn C. enchrysurus

C. enchrysurus có chiều dài cơ thể lớn nhất được ghi nhận là 10 cm. Thân trên và nửa trên của đầu có màu nâu xám sẫm, phần thân còn lại và cuống đuôi có màu trắng. Vây đuôi, vây lưng mềm phía sau và phía ngoài vây hậu môn là màu vàng. Vây bụng vàng nhạt, gần như trắng (vàng tươi ở cá con). Có một vệt sọc màu xanh tím (rất dày và sáng ở cá con) từ môi trên băng ngang rìa trên của mắt đến phía dưới vây lưng trước. Cá con có thêm nhiều vệt đốm màu xanh lam óng trên đầu.
Số gai ở vây lưng: 13; Số tia vây ở vây lưng: 11–13; Số gai ở vây hậu môn: 2; Số tia vây ở vây hậu môn: 11–13; Số tia vây ở vây ngực: 17–19; Số gai ở vây bụng: 1; Số tia vây ở vây bụng: 5.

## Sinh thái học
Thức ăn của C. enchrysurus là những loài động vật phù du. Chúng sống tập trung thành đàn gần các cụm san hô. Cá đực có tập tính bảo vệ và chăm sóc trứng; trứng có độ dính và bám vào nền tổ.